# Апостол Филип
Филип (рођен у Витсаиди, Галилеји; умро вероватно око 81. или 86. у Фригији или у Скитији у данашњој Украјини) један је од дванаесторице апостола.
По Светом писму традицији родом из Витсаиде крај језера Галилејског, као и Петар и Андрија, Филип би позван од Исуса Христа да му се придружи и буде му ученик. Филип је затим упознао Натанаила (за ког се сматра да је апостол Вартоломеј) са Христом. Примивши Светог Духа, Филип је проповедао Јеванђеље по многим странама Азије и по Грчкој. По црквеној традицији Филип се у фригијском граду Јерапољу нашао на заједничком јеванђелском послу са апостолом Јованом, својом сестром Маријамном и апостолом Вартоломејом. Ту би нека опасна змијурина, коју незнабошци храњаху брижљиво и клањаху јој се као божанству. Апостоли молитвом умртвише змију, тиме навукоше гнев тамошњих људи. Незнабошци ухватише Филипа и распеше га наопако на дрвету, потом распеше и Вартоломеја. Даље по црквеној традицији у том се земља раступи и прогута судију и многе друге са њим. У великом страху људи потрчаше да скину разапете апостоле, но успеше једино Вартоломеја да скину жива; Филип, пак, беше издахнуо. Вартоломеј постави крштенима за епископа Стахија, кога пре тога он и Филип беху исцелили од слепила и крстили. Мошти Светог Филипа пренете су доцније у Рим.